# Ledsjöstjärna
Ledsjöstjärna (Pseudarchaster parelii) är en sjöstjärneart som först beskrevs av Magnus Wilhelm von Düben och Johan Koren 1846. Enligt Catalogue of Life ingår Ledsjöstjärna i släktet Pseudarchaster och familjen Pseudarchasteridae, men enligt Dyntaxa är tillhörigheten istället släktet Pseudarchaster och familjen ledsjöstjärnor. Enligt den svenska rödlistan är arten sårbar i Sverige. Arten förekommer i Götaland. Artens livsmiljö är havet. Inga underarter finns listade i Catalogue of Life.